# بوب ستيوارت (لاعب اتحاد الرغبي)
بوب ستيوارت (بالإنجليزية: Bob Stuart)‏ هو لاعب اتحاد الرغبي نيوزيلندي، ولد في 28 أكتوبر 1920 في دنيدن في نيوزيلندا، وتوفي في 11 مايو 2005 في ويلينغتون في نيوزيلندا.

## وصلات خارجية
- بوب ستيوارت عل موقع إسبنسكروم (الإنجليزية)